# Irradiador (revista de vanguardia)
Irradiador – Revista de vanguardia - Proyector internacional de nueva estética publicado bajo la dirección de Maples Arce y Fermín Revueltas fue una revista literaria vanguardista publicada en la Ciudad de México a finales de 1923. Fue dirigida y publicada por el poeta Manuel Maples Arce y el pintor Fermín Revueltas, representantes del estridentismo.

## Historia
Por muchos años la revista Irradiador fue una auténtica quimera para los estudiosos del estridentismo; ni Luis Mario Schneider, ni Klaus Meyer-Minneman habían podido encontrar algún número de la revista. Apenas en 2002 Carla Zurian De la Fuente encontró los primeros dos números, custodiados en los archivos de la Jean Charlot Foundation en Honolulu. Finalmente, un juego completo de Irradiador fue hallado en los archivos del doctor Gallardo por sus herederos. 
En sus memorias Maples Arce describe brevemente la génesis y la historia de Irradiador. La idea se dio en el “Café de nadie”: 

"En un rincón, aislados por su paradoja y mis idealizaciones, sorbíamos nuestro café y preparábamos entusiastas proyectos. De una de estas conversaciones surgió la idea de hacer la revista Irradiador, que emprendí en colaboración con Fermín Revueltas. La nota saliente fue un manifiesto hecho de lemas e irreductibles ecuaciones, que no respetaba a educadores ni filósofos. Nos instalamos con un anuncio muy espectacular que pintó Revueltas en la librería que César Cicerón acababa de inaugurar en la avenida Madero. Las trapacerías del empleado motivaron que la revista se suspendiera al cuarto número, con el reposo de “rastacueros, roncadores y rotitos."

También Germán List Arzubide dedica un espacio a la revista en su libro El movimiento estridentista: 

"IRRADIADOR, la revista que avanzaba en los siglos, quedó flotando al viento del escándalo, en la urbe desolada de artista en réclame. Entregada al genio de los linotipos, sacudía las fichas del calendario con el vértigo de las rotativas, y su nombre, estrujando la disciplina de las avenidas, ponía el silencio en la mecanografía de las redacciones. (…) IRRADIADOR puso su nombre sobre el borde de la popularidad estridentista y se aseguró el espíritu del tiempo."

La revista Irradiador quería ser el órgano de difusión del estridentismo: para apoyar la creación de una nueva realidad artística y cultural, se separaba radicalmente de las revistas culturales mexicanas de la época. La gráfica, ideada por Fermín Revueltas, era caracterizada por el uso de un carácter particular (que, a partir de este momento se asoció al estridentismo) y de las letras mayúsculas en negrita. Los poemas y los caligramas eran casi agresivos y retaban al lector, mientras los artículos se enfocaban en tratar aspectos del arte de vanguardia o eran breves comentarios sobre hechos de actualidad. El resultado era impactante, dando a Irradiador un aspecto similar a un folleto de propaganda política. 
Se publicaron tres números entre septiembre y octubre de 1923. Las portadas de cada ejemplar se caracterizaban por un diferente color, respectivamente verde, rojo y azul. Los contenidos que ya se habían preparado por los números 4 y 5 fueron publicados en El Universal Ilustrado bajo el título de “Diorama estridentista” en los primeros meses de 1924. 
Las causas que determinaron el fin de Irradiador siguen siendo desconocidas: Maples Arce comenta brevemente que el cierre de la revista se debió a las “trapacerías de un empleado”, sin especificar cuales fueron. Es probable que las publicaciones se suspendieron por la falta de recursos económicos y de patrocinadores que apoyaran el proyecto.

## Características
Irradiador era una revista literaria mensual, caracterizada por su vanguardismo literario y artístico, enfocada en el romper con los esquemas tradicionales de la cultura literaria y artística mexicana. Las oficinas de la revista se encontraban en la Avenida Madero número 56 de la capital, al apartado postal 7758, con teléfono Ericsson 1346.  El depósito de Irradiador se encontraba en la “Librería de Cesar Cicerón”. Cada número constaba de 20 páginas en formato tabloide. El precio de cada ejemplar era de 30 centavos; eran previstas subscripciones a seis números, con un precio de $ 1.50 en la república y $2.00 en el extranjero. 
La portada era un elemento importante e impactante. Ideada por Fermín Revueltas, se caracterizaba por una imagen, el título de la publicación y el número en color, y el subtítulo “REVISTA DE VANGUARDIA – PROYECTOR INTERNACIONAL DE NUEVA ESTÉTICA PUBLICADO BAJO LA DIRECCIÓN DE MANUEL MAPLES ARCE Y FERMÍN REVUELTAS”. Toda la portada se caracterizaba por el uso de las mayúsculas en negritas. Las imágenes fueron respectivamente “El restorán” de Fermín Revueltas, “Los mineros” de Diego Rivera” y “Steel” de Edward Weston.
Los contenidos de los números se caracterizaban por la presencia de un editorial, unos grabados en madera o pintura de los artistas que apoyaban al grupo estridentista, un caligrama que ocupaba una página doble, un artículo histórico o literario, una página dedicada a los anuncios. Debido al tipo de publicación, a revista era dirigida a las elites literarias capitalinas en contacto con las vanguardias europeas. Se puede estimar el tiraje en unos cientos ejemplares; se desconoce la difusión afuera de la capital.

## Colaboradores
Manuel Maples Arce, Fermín Revueltas, Diego Rivera, Germán List Arzubide, Salvador Gallardo, Luis Felipe Mena, Jean Charlot, Polo-As (Pedro Echeverría), Humberto Rivas, Jorge Luis Borges, Roberto Gómez Robelo, G.H. Martin, Árqueles Vela, Gonzalo Deza Méndez (José́ María González de Mendoza), Guillermo Ruiz, Edward Weston, Gastón Dinner, Emile Malespine, Leopoldo Méndez, Hugo Tilghman, José Juan Tablada, Kyn Taniya (Luis Quintanilla).